# 王长连
王长连（1946年8月—2019年2月19日），河北吴桥人，中国政治人物，北京市政协原副主席。1967年5月加入中国共产党。曾任中共北京市西城区区委副书记、区长、区委书记等职。